# Jorge Sousa Costa
Jorge Sousa Costa, eigentlich Jorge de Sousa Costa Belo Correia (* 2. Oktober 1928 in Lissabon, Portugal; † 23. Januar 2021 ebendort) war ein portugiesischer Schauspieler.

## Leben
Seine Schauspielkarriere begann er im Jahr 1959, sie führte ihn in die drei großen Medien des darstellenden Spiels: Theater, Film und Fernsehen, wo er regelmäßig tätig war.
Auch in Musicals war er zu sehen, so in dem Musical Amalia unter der Leitung von Filipe La Féria.
Zu den bekanntesten Schauspielern, mit denen er drehte, gehörten Amália Rodrigues, Raul Solnado und Roger Hanin. Jorge Brum do Canto war der bekannteste Regisseur, unter dem er drehte.
28 Jahre hatte er mit seinem Lebenspartner Rui Martiniaro zusammengelebt, der es auch war, der den Tod des Schauspielers im Alter von 92 Jahren, der an den Folgen einer COVID-19-Erkrankung verstorben war, bekannt gab. Sousa Costa wurde eingeäschert und auf dem Friedhof von Olivais beigesetzt, dem Cemitério dos Olivais.

## Filmographie (Auswahl)
- O cao do Jardineiro, 1960, Fernsehfilm
- Pascoa,  1962, Fernsehfilm
- As ilhas encantadas, 1965, Spielfilm
- O Armeiro, 1966, Fernsehfilm
- Via Macau, 1966, Spielfilm
- Todo o tempo do mundo, Serie, 1999.
- Casa da Saudades, Fernsehserie, 2000.
- Amalia, 2005, Fernsehfilm.